# Věra Haluzová
Věra Haluzová, rozená Andrýsková (30. listopadu 1924 – 30. října 2013) byla česká folkloristka. Do vysokého věku se aktivně věnovala studiu lidových zvyků, působení v dětských souborech, činnosti porotkyně na přehlídkách folklorních souborů a práci na tvorbě scénických pásem dětských folklórních souborů.

## Osobní život

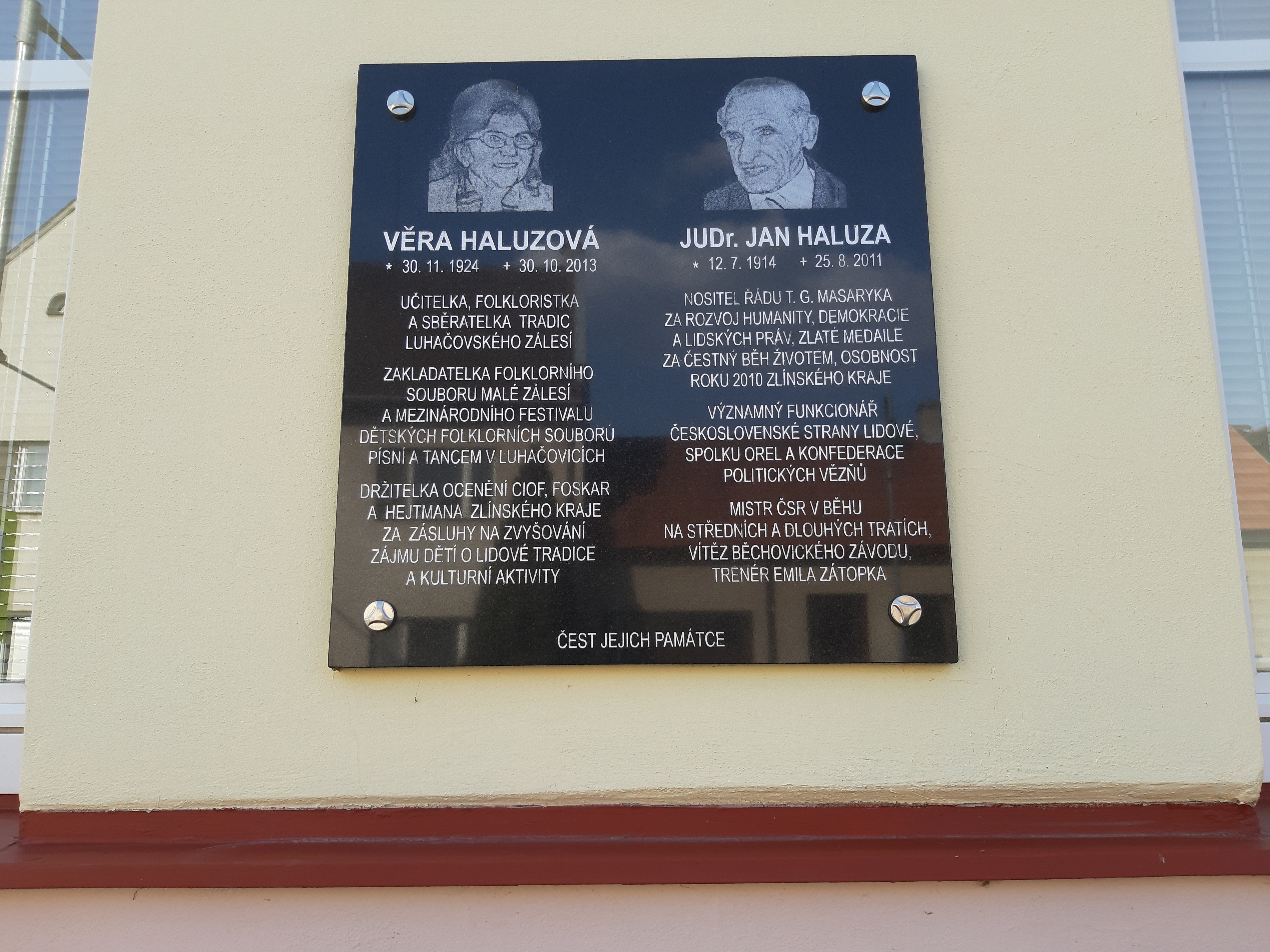
Památeční deska na budově ZŠ Pozlovice

Během studia ve Zlíně se věnovala aktivně atletice a v roce 1946 se vdala za závodního běžce a civilním povoláním právníka Jana Haluzu. Ten byl po komunistickém převratu v roce 1948 zatčen, mučen a posléze vězněn celkem šest let. Nedlouho po něm byla zatčena i Věra Haluzová. Byla vyslýchána, několik týdnů držena ve vazbě, nakonec byla ale propuštěna. Později jí bylo umožněno působení na místě učitelky na základní škole v Biskupicích. S manželem, který ji v jejich aktivitách silně podporoval, žili až do jeho smrti v roce 2011 v domku v Pozlovicích.

## Aktivity
S manželem neměli děti, což vedlo k jejímu rozhodnutí pracovat pro děti jiných a věnovat se dětskému folkloru. Její působení přesáhlo hranice Luhačovického Zálesí, kde na počátku padesátých let začala se studiem a dokumentací lidových zvyků. V počátcích své práce spolupracovala především s profesorem Antonínem Václavíkem. Materiály sesbírané za celý život využívala při tvorbě folklorních pásem. V roce 1954 během svého působení v Biskupicích organizovala svůj první folklorní pořad pod názvem Jaro na dědině. Začátkem šedesátých let v Luhačovicích založila folklorní soubor Malé Zálesí a po mnoho let jej vedla. Později spolupracovala s Ústavem lidové kultury ve Strážnici, kde byla zakladatelkou Dětské Strážnice a po dlouhá léta členkou programové rady a autorkou dětských pořadů. Dále spolupracovala s Folklórním sdružením ČR, CIOF, účastnila se mezinárodních sympózií a setkání pracovníků zabývajících se výchovou dětí a mládeže.
V roce 1992 byla hlavní iniciátorkou I. světového festivalu dětského folkloru, který se v Československu konal v souvislosti s připomínkou 400 let od narození J. A. Komenského. Jednou ze zastávek festivalu byly i Luhačovice, kde od tohoto roku pravidelně pořádala festival Písní a tancem. Ten se postupně rozšířil i do okolních měst. Každoročně se na tematicky koncipované přehlídce schází soubory z několika zemí Evropy. V Luhačovicích také již v osmdesátých letech prosadila myšlenku akce zvané Otevírání pramenů. Pro ni sestavila folklorně-dramatické pásmo, v rámci kterého průvod obchází jednotlivé prameny a u každého se odehrává krátká scénka. Inspirovala se staletými tradicemi, zejména uctívání vodních pramenů, k nimž zakomponovala další prvky z lokálních zvyklostí z různých míst Moravy, ale také vyvolávání známé z Jízdy králů. Vše je doplňováno postavami policajta a písaře, kteří přispívají k humornému ladění a osobitým způsobem vysvětlují působení léčivých vod. Akce si získala značnou popularitu a dnes patří k nejvýznamnějším lákadlům turistické sezóny v Luhačovicích.

## Ocenění
V roce 2009 o ní natočila Česká televize dokument v režii Miroslava Kačora. V roce 2010 převzala z rukou hejtmana Zlínského kraje Stanislava Mišáka vyznamenání 2. stupně.